# Luciano Coral Morillo
Luciano Coral Morillo  (Tulcán, 15 de abril de 1867 - Quito, 28 de enero de 1912) fue un  militar , político y periodista ecuatoriano conocido por ser uno de los personajes primordiales de la revolución liberal ecuatoriana , una de sus principales hazañas fue participar de la revolución liberal de Eloy Alfaro 

## Biografía

### Primeros años
Luciano Coral Morillo fue hijo de Carlos Coral y Clara Morillo, ambos originarios de la ciudad colombiana de San Juan de Pasto, comerciantes radicados en la ciudad de Tulcán.
Su educación primaria corrió a cargo del preceptor Manuel Carpio y en 1880 viajó a Quito a cursar Humanidades y Filosofía en el Colegio "San Gabriel" de los jesuitas; sin embargo, al estallar en noviembre de 1882 la Revolución nacional contra la dictadura del general Ignacio de Veintemilla, huyó con varios compañeros hacia el campamento del coronel Manuel Folleco, incorporándose como Subteniente del batallón "Restauradores". Luego fue transferido al Escuadrón Sagrado, donde culminó la campaña con el derrocamiento y huida del general Veintemilla, en Guayaquil, el 9 de julio de 1883, después de lo cual obtuvo el grado de capitán. Actualmente su familia se ha extendido en Ecuador, Quito, Guayaquil, etc.

### Inicios como periodista
En 1884, al iniciarse el progresismo se radicó en Guayaquil donde colaboró con los principales diarios y revistas de la época; publicó en el Globo un interesante artículo relacionado con el «Tratado Herrera-García», y se declaró en franca oposición al gobierno de José María Plácido Caamaño.
Sus inquietudes periodísticas encontraron en Guayaquil tierra fértil para su desarrollo, y esto lo animó para fundar, en 1894, la revista «La Aguja»; por esa época publicó además folletos como «Ecuador y Perú: Documentos Importantes», «Batalla de Tarqui», y «Conflictos Internacionales entre Ecuador y Perú». Un año más tarde, junto a los señores José de Lapierre y Federico V. Reinel fundó El Grito del Pueblo, un periódico mediante el que combatió duramente al gobierno del Dr. Luis Cordero Crespo acusándolo en el asunto de la «Venta de la Bandera». Poco tiempo después fue desterrado a Panamá y el periódico fue clausurado por orden del gobierno.

### Ascenso militar
Con el triunfo de la Revolución Liberal del 5 de junio de 1895, volvió a Guayaquil como primer ayudante y secretario jurado de don Eloy Alfaro, e intervino más tarde en la Batalla de Gatazo donde fue ascendido a teniente coronel. Al año siguiente el general Alfaro lo nombró Gobernador de la provincia de Carchi con calidad de jefe de Estado Mayor, cargo que ocupó hasta el año 1900, en que al finalizar el gobierno se retiró dejando numerosas obras, como el parque de la Iglesia Matriz y la Biblioteca Municipal, que fueron levantados con fondos fiscales.

### Fundador del diario «El Tiempo»
Nuevamente en Guayaquil, en 1901 fundó el diario El Tiempo, en el que logró reunir a los escritores y periodistas más destacados de la época; hombres de la talla de Camilo Destruge, Abelardo Moncayo, Felicísimo López, José Peralta y Juan Benigno Vela, entre otros. Posteriormente pasó a vivir a Quito, donde también fundó el diario El Tiempo de dicha ciudad.
Por esos años publicó «El Ecuador y el Vaticano, o la Revolución Religiosa en el Ecuador», al que siguieron más tarde «Artículos de Haroldo», en el que recopiló sus publicaciones aparecidas entre 1894 y 1895 en el «Diario de Avisos», «El Tiempo» y «El Grito del Pueblo»; y el folleto doctrinario «Liberalismo Ecuatoriano».

### Político y militar
En 1905 combatió la candidatura oficial de don Lizardo García, y el 1 de enero de 1906 plegó a la revolución Liberal iniciada  por el general Emilio María Terán; entonces, y cumpliendo órdenes secretas de Alfaro, encabezó la toma de los cuarteles de Guayaquil, luego de lo cual se incorporó al Estado Mayor Revolucionario y marchó hacia Quito donde entró con los triunfadores.
Cuatro años más tarde el Congreso Nacional del Ecuador lo ascendió al grado de Coronel y en 1910 estuvo junto al general Alfaro en la frontera sur para rechazar un nuevo intento peruano de invasión.
A mediados de 1911 inició una furibunda campaña en contra del presidente electo Sr. Emilio Estrada, lo que ocasionó que, una vez posesionado el nuevo gobierno, las «turbas capitalinas» -seguidoras del Gral. Plaza-, asaltaran y destruyeran las instalaciones de El Tiempo.
Cuatro meses más tarde, al morir el presidente Estrada inició una fuerte pero razonada campaña en contra de la anticonstitucional candidatura presidencial del general Plaza, razón por la cual se ganó el odio del poderoso militar.

### De su aprisionamiento y posterior asesinato. La hoguera bárbara
Al estallar en enero de 1912 la guerra civil, y luego de que las tropas alfaristas fueron derrotadas en los sangrientos combates de Huigra, Naranjito y Yaguachi, el gobierno del Dr. Carlos Freile Zaldumbide ordenó su apresamiento en Guayaquil y la clausura de El Tiempo de Quito, sin existir causas que justificaran dichos actos.
Entonces, y a pesar de haberse firmado la capitulación y el «Tratado de Durán» -que garantizaba el respeto a la vida de los generales liberales-, fue enviado a Quito junto al general Alfaro y sus principales lugartenientes, y el 28 de enero de 1912 fue una de las víctimas del execrable «Asesinato de los Héroes Liberales», cuando bajo la mirada cómplice de los militares placistas y autoridades del gobierno, fue cruelmente masacrado, mutilado, y vivo aún, cortada su lengua con una bayoneta, para finalmente ser arrastrado por las calles de la ciudad hasta El Ejido, donde su cuerpo sirvió también para alimentar a «La Hoguera Bárbara».

### Legado en la Actualidad
El Coronel Luciano Coral Morillo dejó un legado importante en las nuevas generaciones de la Provincia del Carchi llevando su nombre el Colegio Militar N 14 de la  Tulcán dejando una huella imborrable en la Provincia del Carchi con sus acciones heroicas que realizó en la Revolución Liberal